# Koryznowie herbu własnego
Koryzna (Koryzno, Korys) – polska rodzina szlachecka herbu Koryzna (herb własny), zamieszkująca na Litwie i Galicji.
Źródła wspominają o braciach Antonim, Franciszku, Ignacym, Jakubie, Michale i Wojciechu Koryzna z Nowosiółki Koropieckiej herbu własnego Koryzna (Halicki Sąd Grodzki 1782 r.), oraz o szlachcicu nazwiskiem Korys herbu Koryzna w 1690 r. W 1870 roku w Wydziale Krajowym wylegitymował się Jan Franciszek Koryzna z Puźnik. Jest prawdopodobne, że jakaś rodzina o nazwisku Koryzna pieczętowała się herbem Krzyżostrzał.